# Sports Tonight (австралійська телепрограма)
Sports Tonight — це австралійська спортивно-інформаційна  програма, яку веде Роз Келлі. Оригінальні ефіри, які розробив виконавчий продюсер Стів Такер, транслювалися з 1993 по 2011 рік, перш ніж їх знову повернули в ефір у 2018 році та знову припинили у 2020 році.

## Історія

### Початковий показ
Шоу виходило на телеекрани з 1993 по 2011 рік. З 1993 по 2005 рік воно тривало щовечора по пів години після Ten Late News. Обидва шоу об’єдналися в 2006 році, але глядачі критикували їх за те, що тривалість телепередачі «Sports Tonight» недостатньо довга, і що вона повинна залишитися незмінною. П'ятничний випуск, однак, залишився окремою програмою, щоб підсумувати футбольні результати тієї ночі.
У 2011 році випуски Sports Tonight о 17:30 у вихідні дні, які зазвичай виходили на Network 10, були вилучені з цих ефірного проміжку часу, оскільки випуски новин щовихідних перенесли на 6 вечора. Щоб компенсувати це, до ефірного часу включили спортивний репортаж під брендом Sports Tonight. Випуск Sports Tonight показували у вихідні о 17:30 з 1999/2000 років.
Ближче кінця початкового показу, програма отримала назву Toyota Sports Tonight. Наприкінці 2006 року шоу спонсорували Toyota та її майбутня Toyota Aurion, проте, в ефірній графіці зробили лише незначні зміни, щоб відповідати кольорам Aurion. На початку 2007 року графіку оновили та додали в ефір логотип, який активно спонсорувався.
Починаючи з березня 2009 року щотижневий випуск Sports Tonight о 21:30 (починався о 7 вечора) виходив на телеканалі One з підсумковим випуском у вихідні дні щонеділі. З 8 травня 2011 року після перезапуску телеканалу One, цей випуск виходив в ефір приблизно о 22:30 щодня (час змінюється, якщо увімкнено інші програми) та о 23:00 щоп'ятниці.
У грудні 2010 року Sports Tonight оновив графіку прямої трансляції. 5 липня 2011 року було оголошено про закриття програми.  яка продовжувала виходити в ефір до завершення футбольних сезонів. Останній епізод вийшов в ефір 30 вересня 2011 року.

### Повернення на телеекрани
4 липня 2018 року Network Ten оголосила, що шоу повернеться після семирічної відсутності, а Метт Вайт вестиме ефіри разом із учасниками дискусії Джошем Гібсоном і Лорі Дейлі. Спочатку шоу транслювали щонеділі о 21:15 починаючи з 15 липня 2018 року; однак, після завершення сезонів AFL і NRL, шоу змінило ефірний час на вечір понеділка. Оскільки CBS Studios International придбала Ten Network Holdings у 2017 році, логотип і ефірна графіка були знову оновлені до пакету, заснованого на стандартизованому графічному пакеті та послідовності заголовків від CBS Sports, які дебютували в лютому 2016 року як частина Super Bowl 50. 
У березні 2019 року Network Ten оголосила, що шоу має на повернутися на телеекрани у 2019 році, а його ведучою буде Роз Келлі разом з учасниками дискусії Скоттом Макінноном і Антом Шарвудом. Шоу транслювалося в середу ввечері.  Останній епізод вийшов в ефір 27 листопада 2019 року.

## Ведучі та учасники дискусії
- Роз Келлі (2019)

### Учасники дискусії
- Скотт Маккіннон (2019–до тепер)
- Ент Шервуд (2019)

### Репортери
- Нік Батлер
- Лорен Маркем

### Колишні ведучі
- Тім Вебстер (перший ведучий, 1993–2004) – зараз на 2CH у Сіднеї
- Білл Вудс (альтернативний ведучий, 1993–2005) – тепер працює на Fox Sports Australia
- Лі Діффі (ведучий вихідного дня протягом 2005 та 2006 років. Останній ефір у неділю, 3 грудня 2006 року)
- Райан Фелан (останні ефір в четвер, 21 грудня 2006 р.)
- Марк Ейстон (вів ефір 8 вересня 2007 року через те, що Бред Мак’юен, Роб Каннінг і Ніл Корді не мали змоги бути присутніми, також був в ефірі протягом літнього періоду 2007–2008 років) — нині більше не працює на телеканалі Network 10
- Бред Мак’Юен (ведучий «неділі по четвер» між 2007 і 2011 роками)
- Метт Уайт (1993–2004, 2018)
- Роб Каннінг – тепер більше не на телебаченні
- Ніл Корді (заміщення) – тепер більше не працює в ЗМІ
- Білл Макдональд (доповнення) – зараз більше не працює в ЗМІ

### Колишні учасники панелі
- Джош Гібсон (2018)
- Лорі Дейлі (2018)

### Колишні репортери
- Келлі Андервуд – AFL і старший репортер усіх видів спорту, включаючи теніс; перебуває в Мельбурні – зараз в ABC і Fox Sports Australia
- Емі Хетцель – продюсер і репортер; перебуває в Сіднеї
- Грег Раст – репортер моторного спорту; живе в Сіднеї (також ведучий моторного спорту та коментатор)
- Натан Темплтон – помер
- Еймі Маккей – репортер із Сіднея та Аделаїди. Також організовував «Seriously Footy» шоу Sydney Swans і Brisbane Lions AFL, що базується в Сіднеї

## Нагороди
Sports Tonight номінували 12 разів на найпопулярнішу спортивну програму премії Logies.
Щорічну номінацію шоу проводили з 1997 по 2010 роки. Винятком були 1999 (нагороду не здобуто) і 2001 (спортивні програми включали програми Олімпійських ігор у Сіднеї минулого року).

## Зовнішні посилання
- Офіційний сайт
- Sports Tonight на сайті IMDb (англ.)